# Consuelo Fould
Consuelo Fould (Colonia, Alemania, 22 de noviembre de 1862-París, Francia, mayo de 1927) fue una pintora francesa.
Hija de la actriz Josephine Wilhelmine Valérie Simonin, más conocida bajo su seudónimo Gustave Haller, y del político Gustave-Eugène Fould, de la familia de banqueros Fould. Fue adoptada junto con su hermana, la pintora Georges Achille Fould, por el príncipe Stirbey.
Fue alumna de Antoine Vollon y Léon Comerre y expuso en el Salón de París. Fould se casó con el marqués de Grasse. Fue la fundadora del Museo Roybet Fould en Courbevoie.
Su cuadro Will you buy? fue incluido en el libro de 1905 Mujeres Pintoras del Mundo.

## Galería

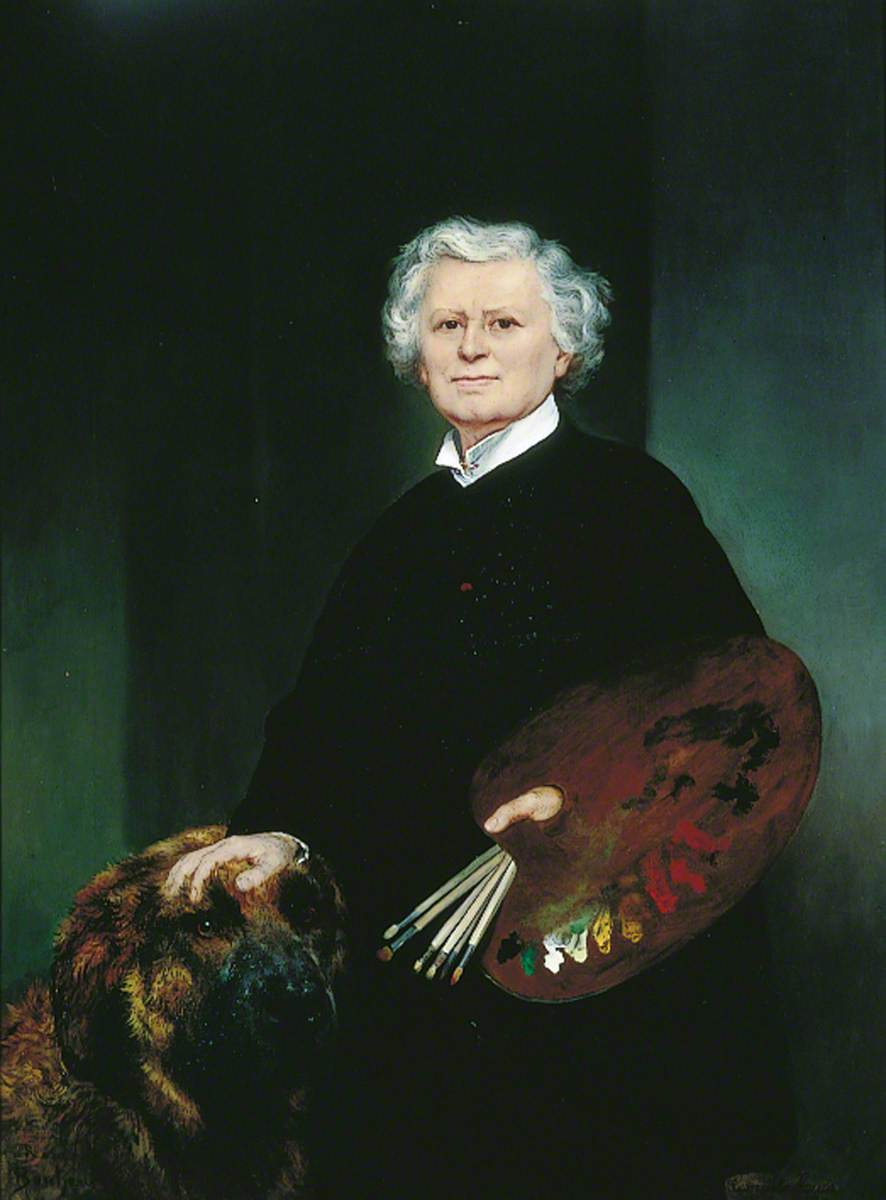
Retrato de Rosa Bonheur
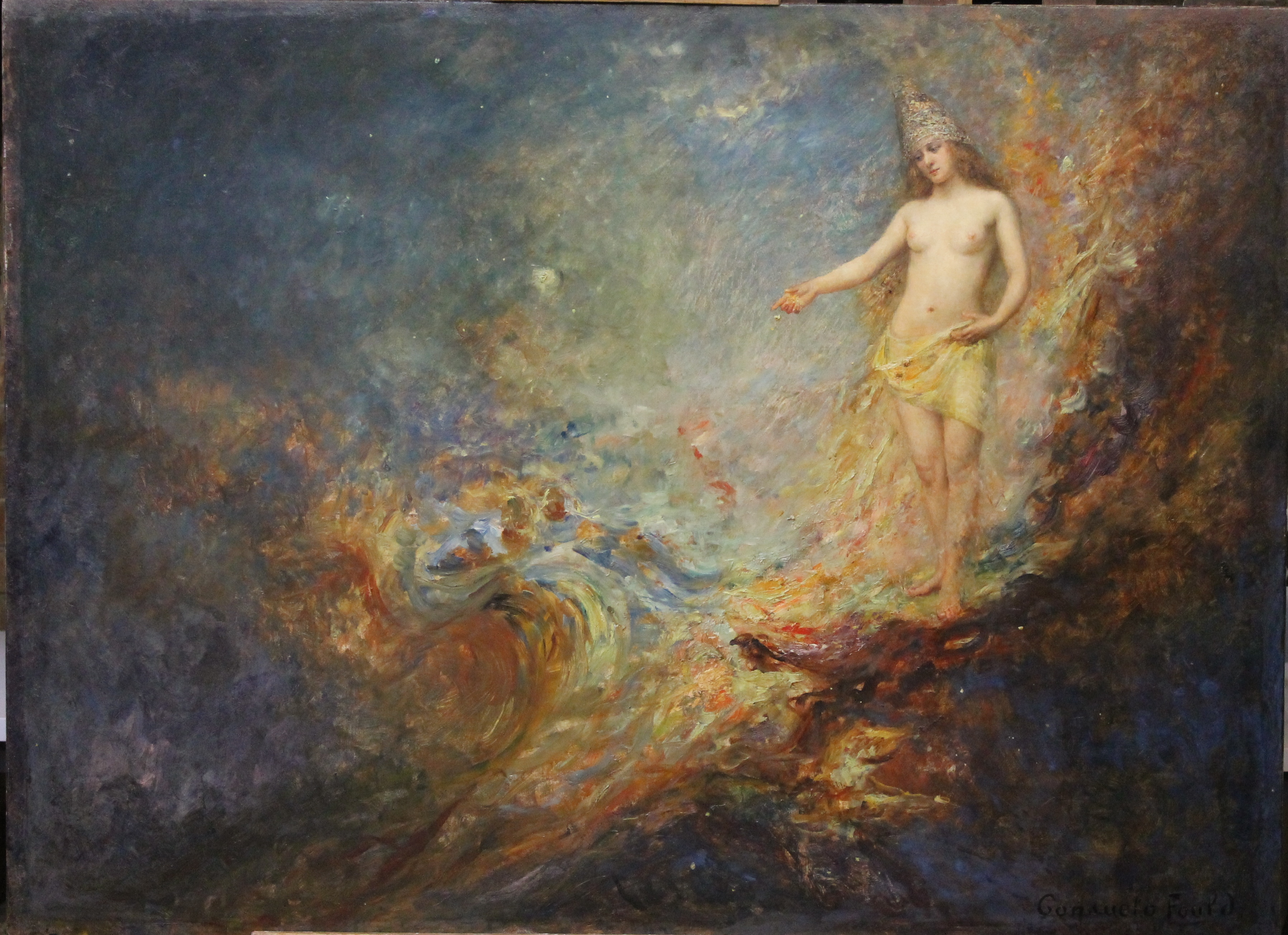
La semeuse d'ètoiles
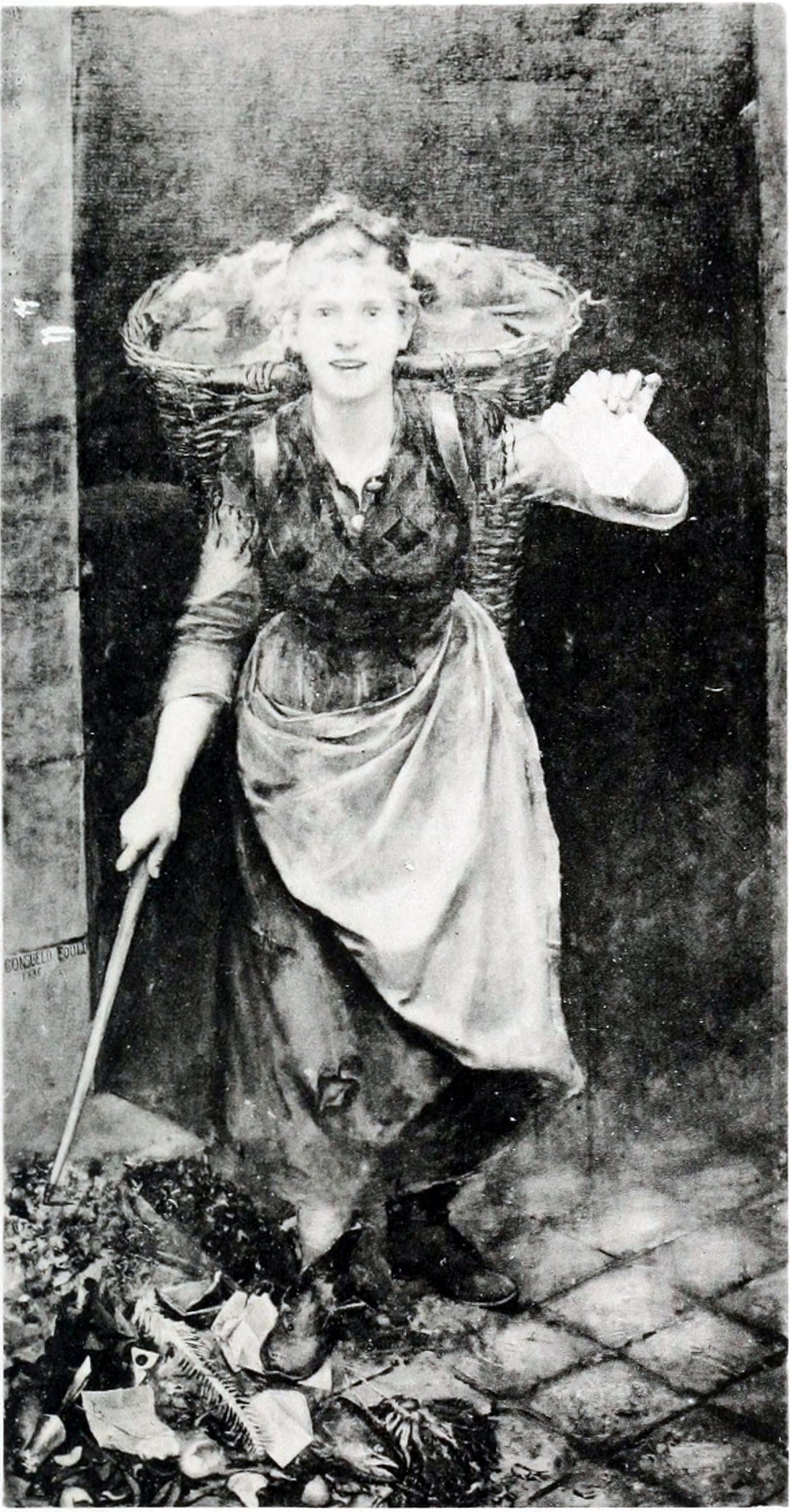
Chiffonnière
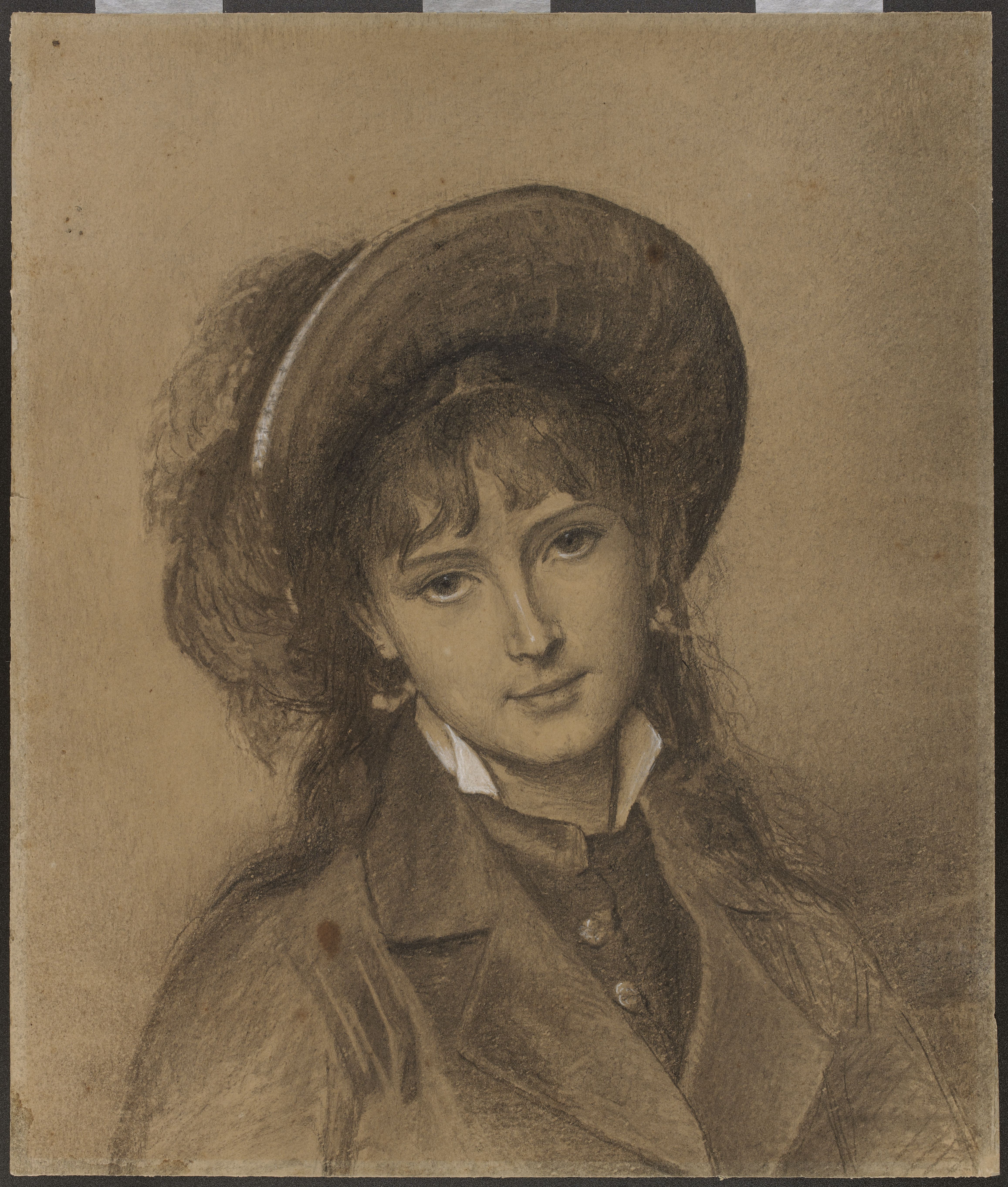
Autoportrait drawing
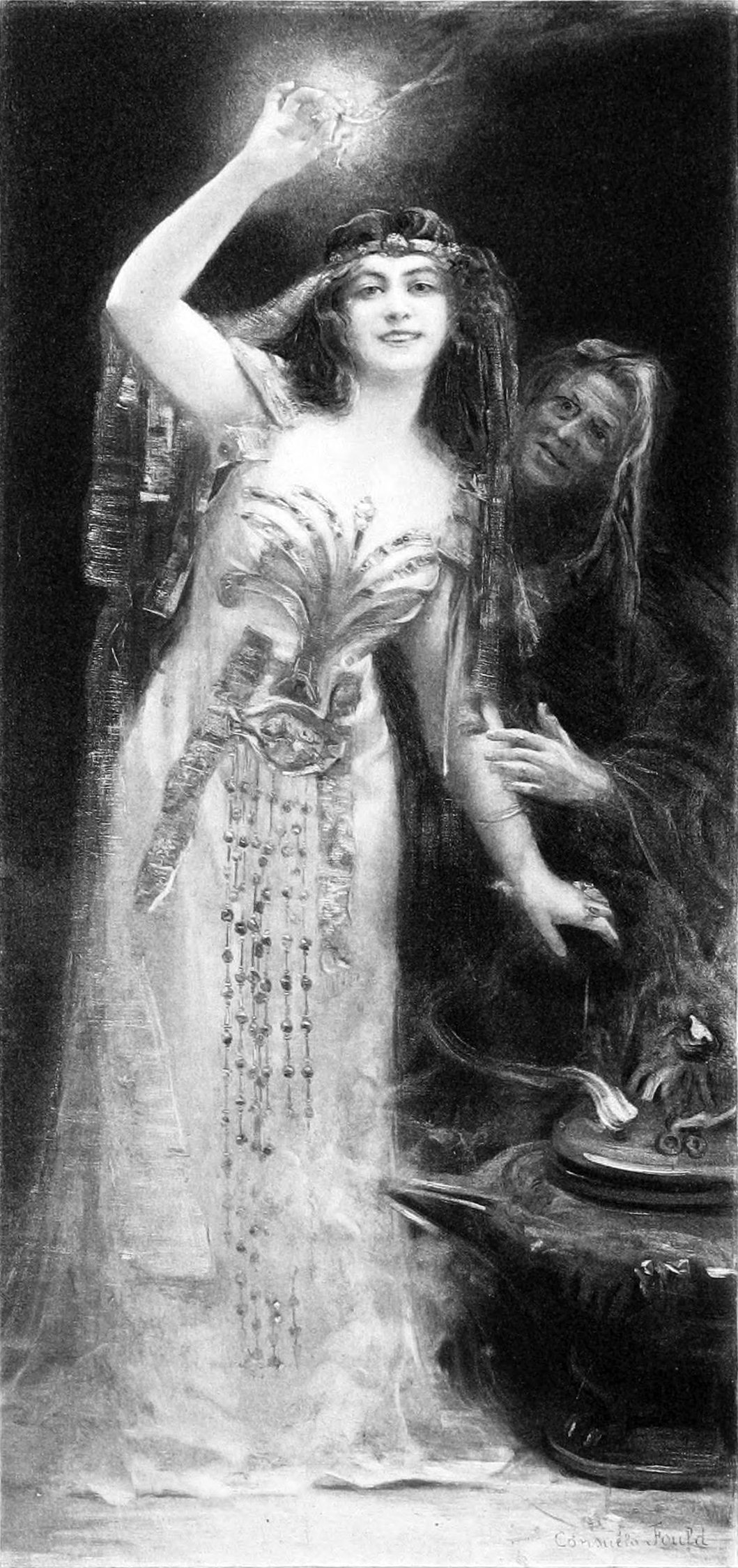
Le talisman
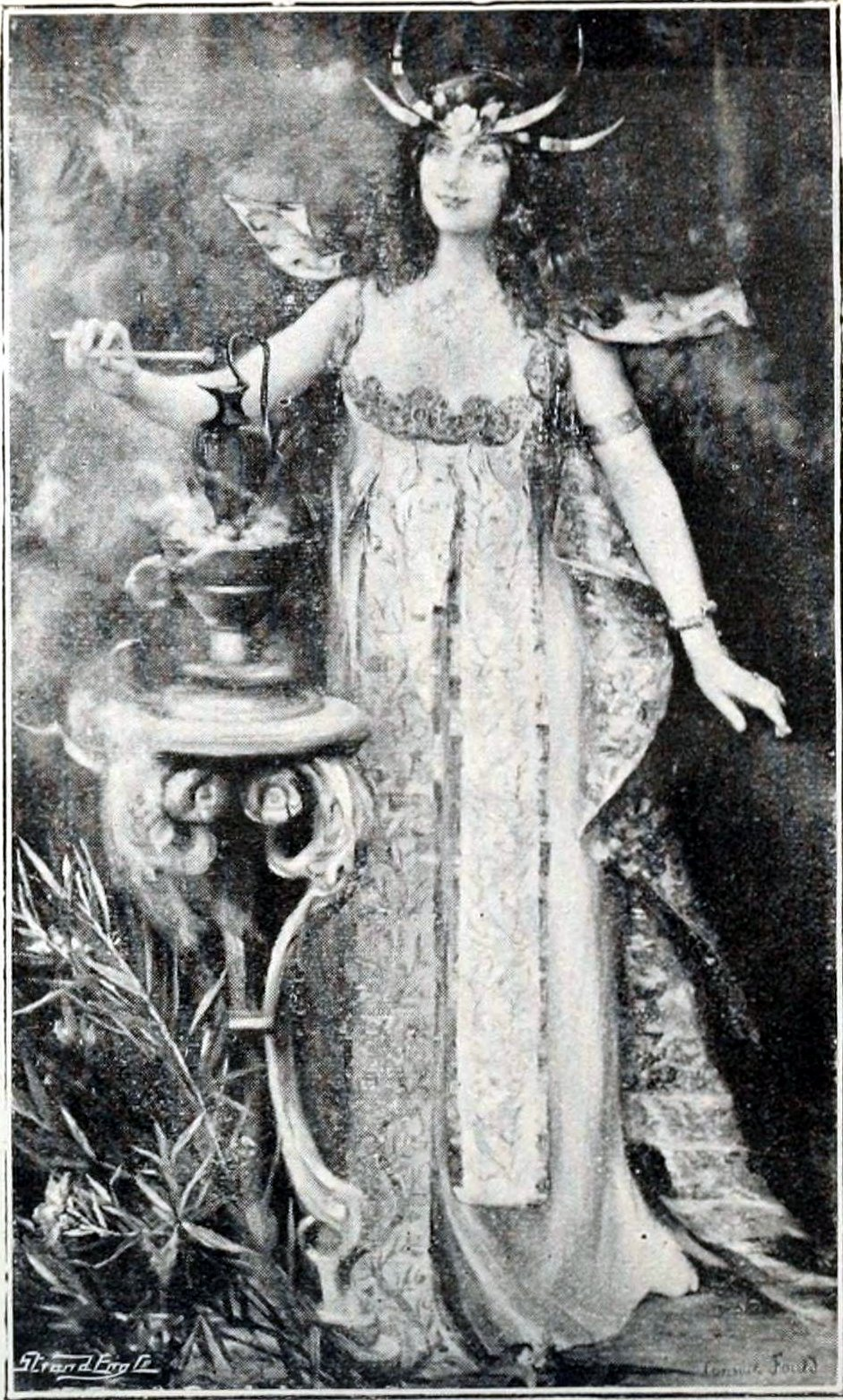
Le Philtre
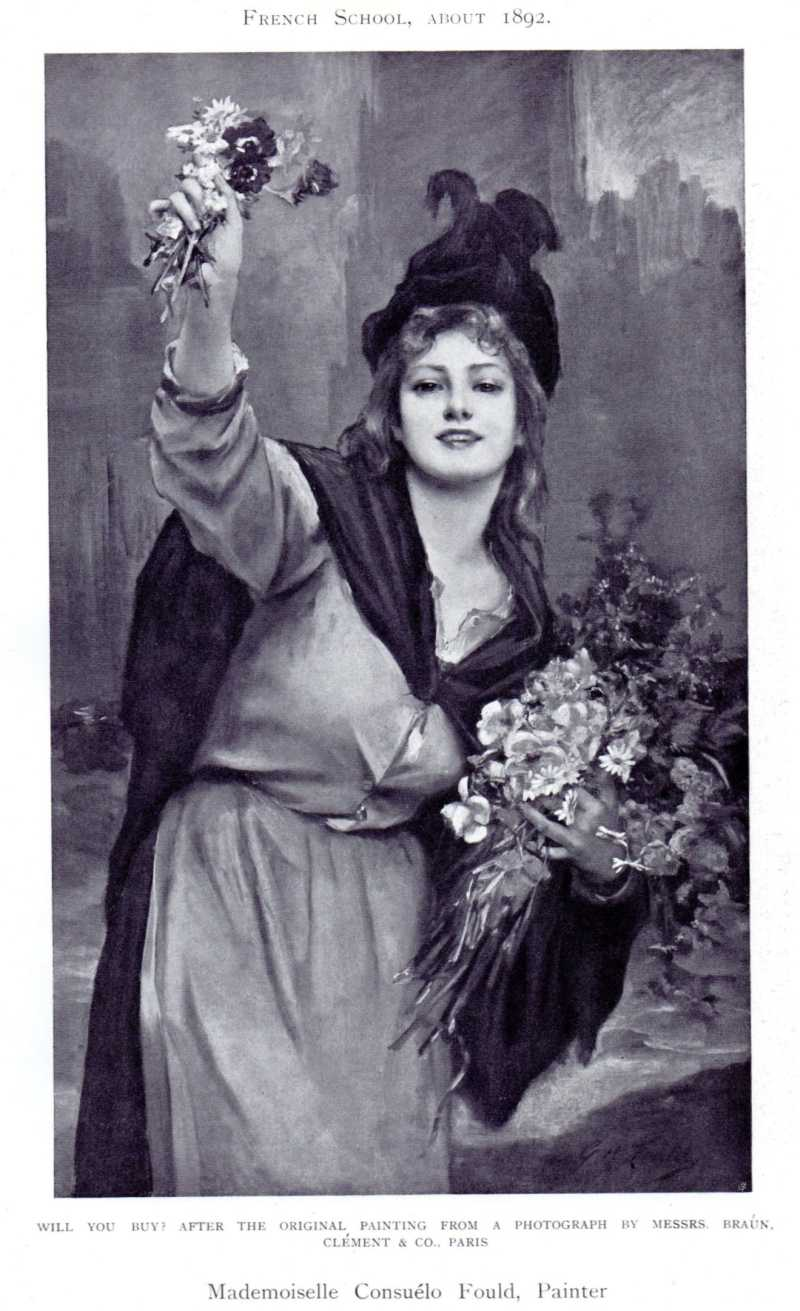
Will you buy?
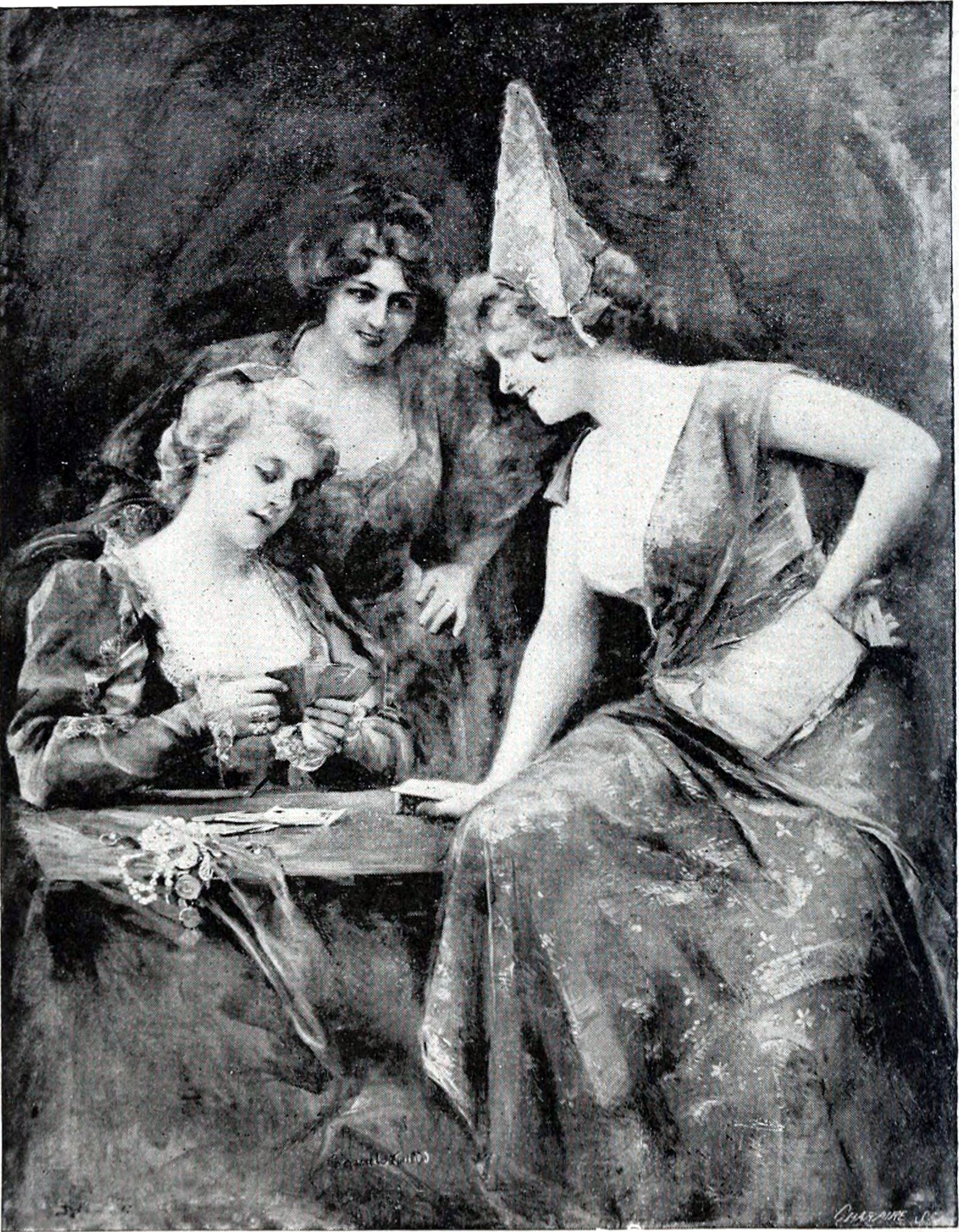
Deux contre une
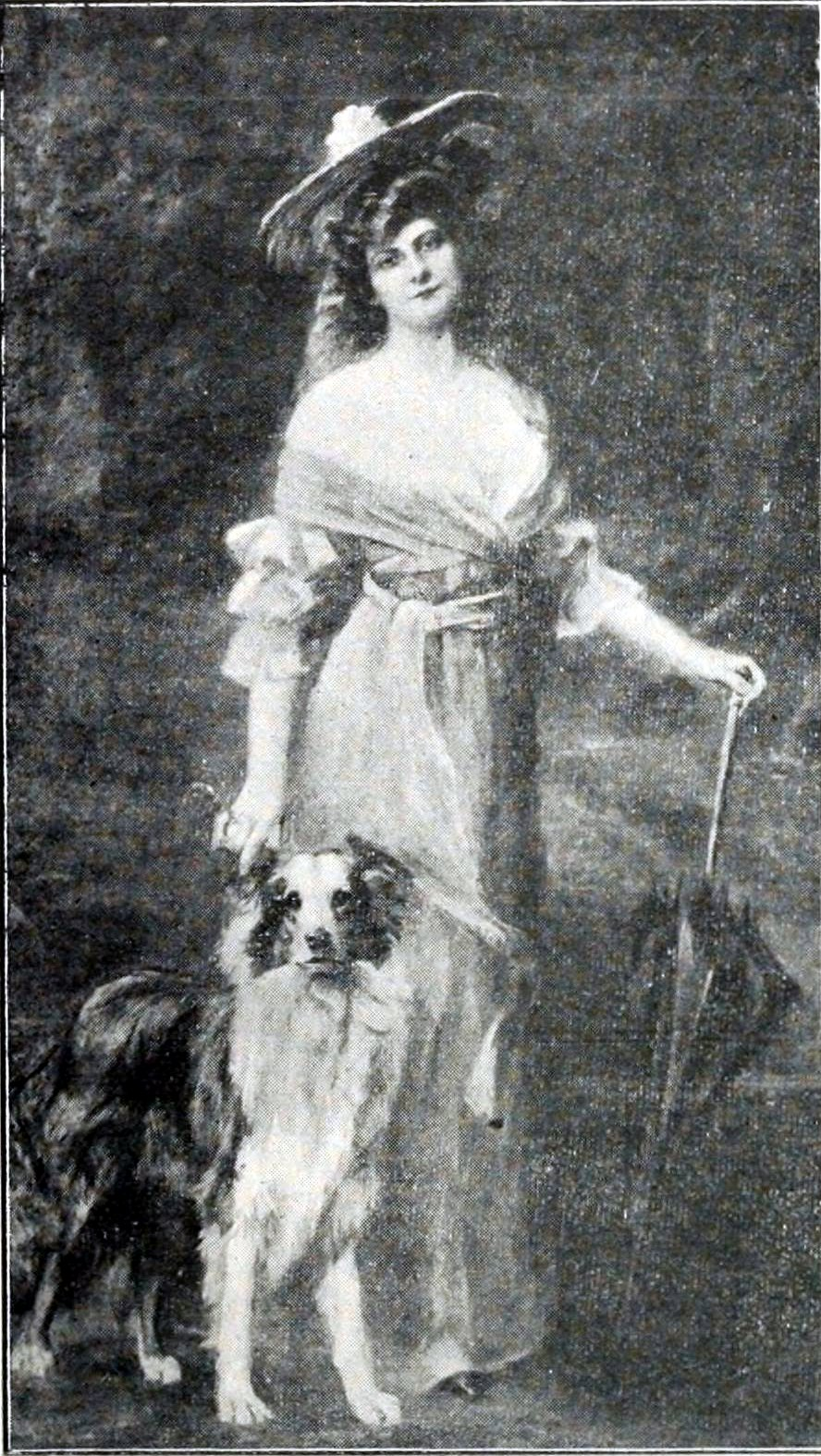
Consuelo Fould Reverie
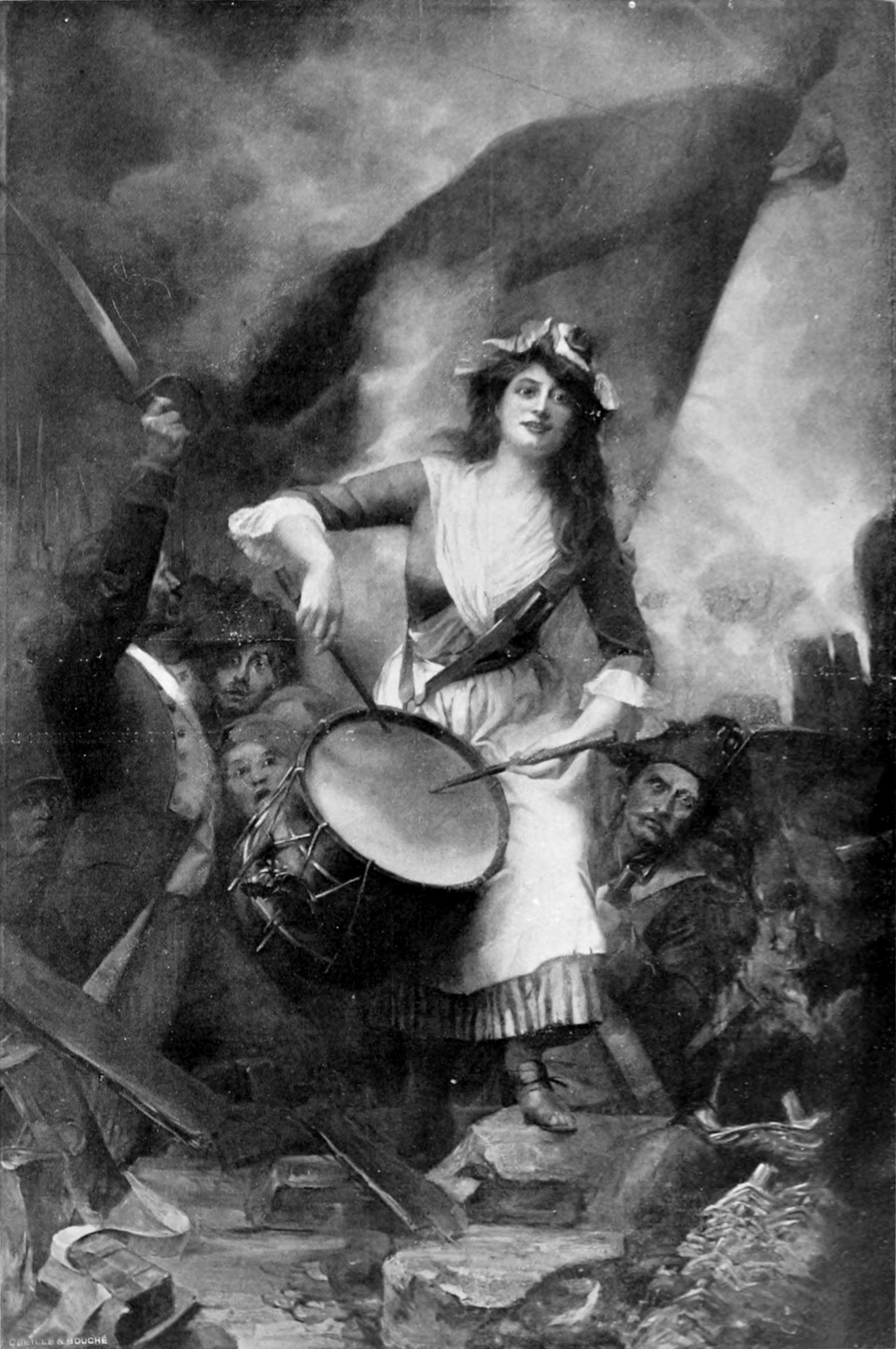
Louison la bouquetiere
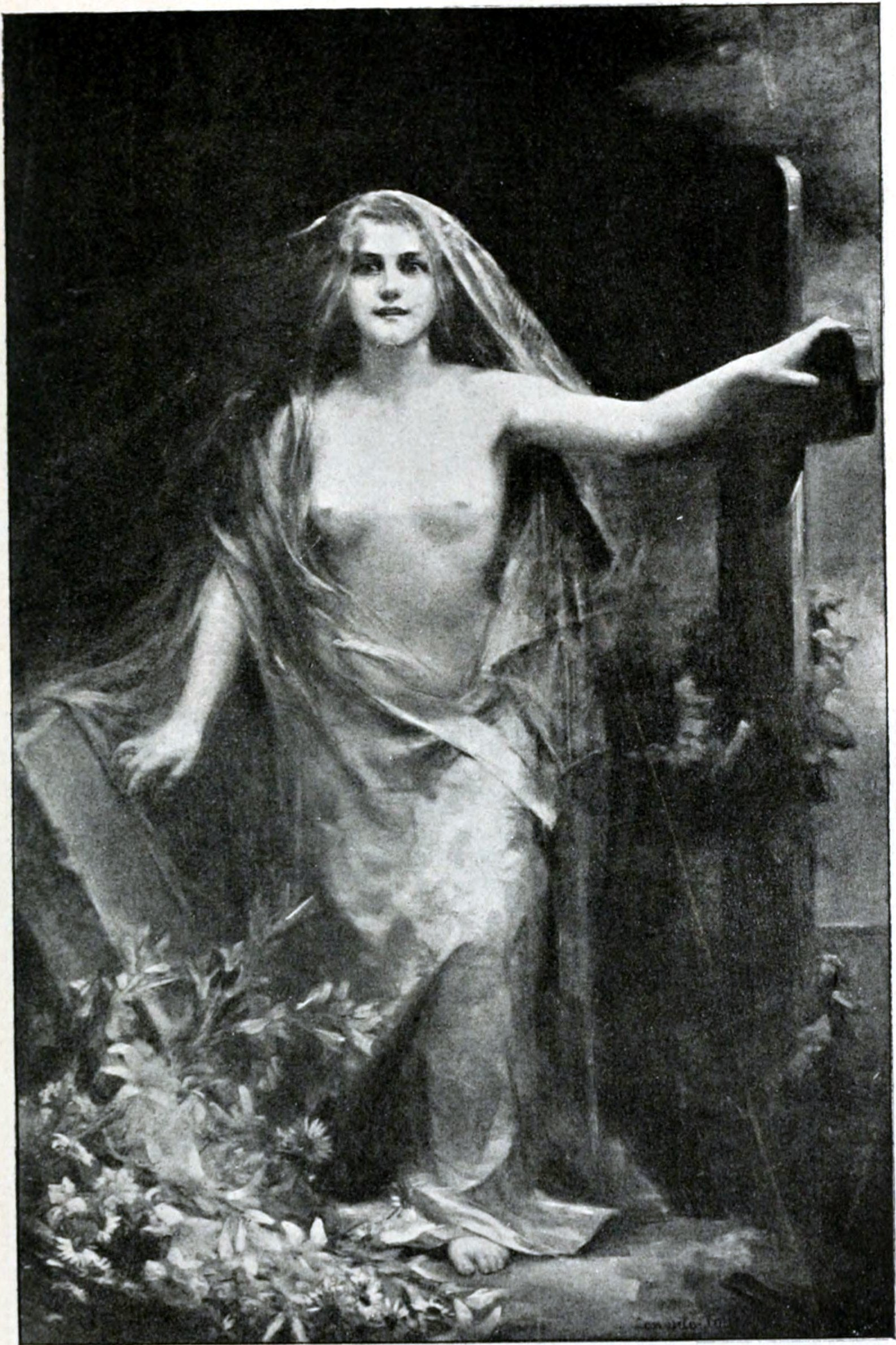
Enterree vive